# Record of Youth
Record of Youth (hangul: 청춘기록; hanja: 青春紀錄; rr: Cheongchungirok) é um drama coreano estrelado por Park Bo-gum, Park So-dam, Byeon Woo-seok e Kwon So-hyun. A técnica de edição foreshadowing foi usada em muitos dos episódios da série. Estreou na tvN no dia 7 de setembro de 2020, com cada episódio estreando as 21:00 (KST) e também está disponível mundialmente pelo sistema de streaming Netflix.

## Sinopse
O drama conta a história de três pessoas na indústria fashion contemporânea que lutam para conquistar um espaço em um mundo que valoriza mais a classe social que os sonhos das pessoas. Neste K-drama, há uma mistura de romance, as incertezas da vida adulta e conflitos pessoais, enquanto os personagens buscam seus sonhos em meio às pressões da indústria da moda, enfrentando desafios sociais e emocionais que testam sua determinação. 

## Elenco

### Principal
- Park Bo-gum como Sa Hye-joon
- Park So-dam como Ahn Jeong-ha
- Byeon Woo-seok como Won Hae-hyo
- Kwon Soo-hyun como Kim Jin-woo

### Recorrente

##### Família de Sa Hye-jun
- Ha Hee-ra como Han Ae-sook
- Han Jin-hee como Sa Min-gi
- Park Soo-young como Sa Young-nam
- Lee Jae-won como Sa Kyeong-jun

##### Família de Won Hae-hyo
- Shin Ae-ra como Kim Yi-young
- Seo Sang-won como Won Tae-kyeong
- Jo Yoo-jung como Won Hae-na

##### Família de Kim Jin-woo
- Jung Min-sung como Kim Jang-man
- Park Sung-yeon como Lee Kyung-mi
- Jang Yi-jung como Kim Jin-ri

### Outros
- Shin Dong-mi como Lee Min-jae
- Lee Chang-hoon como Lee Tae-soo
- Park Se-hyun como Choi Soo-bin, ajudante de Ahn Jeong-ha no salão
- Yang So-min como diretor do salão
- Jo Ji-seung como Jin-ju
- Lim Ki-hong como Yang Moo-jin
- Kim Gun-woo como Park Do-ha
- Seol In-ah as Jung Ji-ah

### Aparições especiais
- Kim Hye-yoon como Lee Bo-ra, uma maquiadora (Ep. 1)

- Lee Seung-joon como Charlie Jung, um designer de moda (Ep. 1-2, 10)

- Lee Hae-woon como PD (Ep. 1,3)
- Kim Min-sang como Diretor Choi (Ep. 1, 4-5, 9)
- Kang So-young como modelo de passarela (Ep.2)
- Bae Yoon-kyung como Kim Su-Man (Ep.8-11)
- Seo Hyun-jin como Lee Hyun-soo, uma atriz (Ep. 8-9)
- Park Seul-gi como o anfitrião de uma conferência de imprensa (Ep. 9)
- Park Seo-joon como Song Min-soo, um ator (Ep. 9-10)
- Kang Han-na como ela mesma, apresentadora do OVN Drama Awards (Ep. 9)
- Lee Sung-kyung como Jin Seo-woo (Ep. 12)
- Choi Soo-jong (Ep. 14)

## Produção
Jang Ki-Yong foi oferecido primeiro o papel masculino principal, mas recusou.

## Trilha sonora

### Parte 1
| Lançado em 7 de setembro de 2020 |                |                |         |  |
| N.º                              | Título         | Artista        | Duração |  |
| 1.                               | "Go"           | Seungkwan      | 3:34    |  |
| 2.                               | "Go" (Inst.)   |                | 3:34    |  |
| Duração total:                   | Duração total: | Duração total: | 7:08    |  |

### Parte 2
| Lançado em 14 de setembro de 2020 |                             |                |         |  |
| N.º                               | Título                      | Artista        | Duração |  |
| 1.                                | "You're In My Soul"         | Chungha        | 3:28    |  |
| 2.                                | "You're In My Soul" (Inst.) |                | 3:28    |  |
| Duração total:                    | Duração total:              | Duração total: | 6:56    |  |

### Parte 3
| Lançado em 22 de setembro de 2020 |                              |                |         |  |
| N.º                               | Título                       | Artista        | Duração |  |
| 1.                                | "Every Second" (나의 시간은) | Baekhyun       | 3:33    |  |
| 2.                                | "Every Second" (Inst.)       |                | 3:33    |  |
| Duração total:                    | Duração total:               | Duração total: | 7:06    |  |

### Parte 4
| Lançado em 28 de setembro de 2020 |                                      |                |         |  |
| N.º                               | Título                               | Artista        | Duração |  |
| 1.                                | "Shine On You" (그렇게 넌 내게 빛나) | Wheein         | 4:28    |  |
| 2.                                | "Shine On You" (Inst.)               |                | 4:28    |  |
| Duração total:                    | Duração total:                       | Duração total: | 8:56    |  |

### Parte 5
| Lançado em 29 de setembro de 2020 |                   |                |         |  |
| N.º                               | Título            | Artista        | Duração |  |
| 1.                                | "What If"         | Kim Jae-hwan   | 3:45    |  |
| 2.                                | "What If" (Inst.) |                | 3:45    |  |
| Duração total:                    | Duração total:    | Duração total: | 8:56    |  |

### Parte 6
| Lançado em 5 de outubro de 2020 |                     |                |         |  |
| N.º                             | Título              | Artista        | Duração |  |
| 1.                              | "Spotlight"         | Bobby (iKON)   | 3:36    |  |
| 2.                              | "Spotlight" (Inst.) |                | 3:36    |  |
| Duração total:                  | Duração total:      | Duração total: | 7:12    |  |

### Parte 7
| Lançado em 6 de outubro de 2020 |                        |                |         |  |
| N.º                             | Título                 | Artista        | Duração |  |
| 1.                              | "Brave Enough"         | Lee Hi         | 4:05    |  |
| 2.                              | "Brave Enough" (Inst.) |                | 4:05    |  |
| Duração total:                  | Duração total:         | Duração total: | 8:10    |  |

### Parte 8
| Lançado em 12 de outubro de 2020 |                          |                |         |  |
| N.º                              | Título                   | Artista        | Duração |  |
| 1.                               | "Just You" (너로 가득해) | J Rabbit       | 3:51    |  |
| 2.                               | "Just You" (Inst.)       |                | 3:51    |  |
| Duração total:                   | Duração total:           | Duração total: | 7:42    |  |

### Parte 9
| Lançado em 13 de outubro de 2020 |                                         |                |         |  |
| N.º                              | Título                                  | Artista        | Duração |  |
| 1.                               | "What My Heart Says" (내 마음이 그렇대) | Kim Se-jeong   | 3:51    |  |
| 2.                               | "What My Heart Says" (Inst.)            |                | 3:51    |  |
| Duração total:                   | Duração total:                          | Duração total: | 7:42    |  |

### Parte 10
| Lançado em 18 de outubro de 2020 |                                            |                |         |  |
| N.º                              | Título                                     | Artista        | Duração |  |
| 1.                               | "It's Ok, Because It's You" (넌 그래도 돼) | Xani           | 3:55    |  |
| 2.                               | "It's Ok, Because It's You" (Inst.)        |                | 3:55    |  |
| Duração total:                   | Duração total:                             | Duração total: | 7:50    |  |

## Episódios
| N.º | Título        | Dirigido por | Escrito por  | Lançamento             |
| --- | ------------- | ------------ | ------------ | ---------------------- |
| 1 | "Episódio 1"  | Ahn Gil-ho   | Ha Myung-hee | 7 de setembro de 2020  |
| Apesar da oposição da família, Sa Hye-jun faz de tudo para sobreviver e insiste na carreira de ator. Em um desfile de moda, ele conhece An Jeong-ha.                |               |              |              |                        |
| 2 | "Episódio 2"  | Ahn Gil-ho   | Ha Myung-hee | 8 de setembro de 2020  |
| A vida não está fácil. Hye-jun recebe uma proposta ofensiva, discute com o pai e se decepciona com uma novidade de Won Hae-hyo.                                     |               |              |              |                        |
| 3 | "Episódio 3"  | Ahn Gil-ho   | Ha Myung-hee | 14 de setembro de 2020 |
| Frustrados com o trabalho e a vida, Hye-jun e Jeong-ha tentam animar um ao outro. Kim I-yeong e Han Ae-suk discordam sobre a forma de criar filhos.                 |               |              |              |                        |
| 4 | "Episódio 4"  | Ahn Gil-ho   | Ha Myung-hee | 15 de setembro de 2020 |
| Hye-jun decide dar uma última chance à carreira de ator. Em um jantar, Jeong-ha se abre com ele sobre os problemas no trabalho.                                     |               |              |              |                        |
| 5 | "Episódio 5"  | Ahn Gil-ho   | Ha Myung-hee | 21 de setembro de 2020 |
| Sa Gyeong-jun diz que quer se mudar, e Ae-suk convoca uma reunião de família. No set de filmagem, Hye-jun trabalha duro.                                            |               |              |              |                        |
| 6 | "Episódio 6"  | Ahn Gil-ho   | Ha Myung-hee | 22 de setembro de 2020 |
| Logo quando tudo parece ir bem, Lee Min-jae enfrenta um obstáculo. Hye-jun e sua turma ajudam Sa Min-gi a criar um portfólio para a carreira de modelo.             |               |              |              |                        |
| 7 | "Episódio 7"  | Ahn Gil-ho   | Ha Myung-hee | 28 de setembro de 2020 |
| Min-jae apoia Hye-jun em um teste para um papel na TV. Gyeong-jun fica sem ação quando um plano não sai como o esperado.                                            |               |              |              |                        |
| 8 | "Episódio 8"  | Ahn Gil-ho   | Ha Myung-hee | 29 de setembro de 2020 |
| A estreia do dorama de Hye-jun é um sucesso, mas nem todos estão felizes com isso. O conflito entre Jeong-ha e uma colega chega ao limite.                          |               |              |              |                        |
| 9 | "Episódio 9"  | Ahn Gil-ho   | Ha Myung-hee | 5 de outubro de 2020   |
| Jeong-ha se prepara para vender sua casa. A rápida ascensão de Hye-jun ao estrelato desperta a inveja de várias pessoas, entre elas, I-yeong.                       |               |              |              |                        |
| 10 | "Episódio 10" | Ahn Gil-ho   | Ha Myung-hee | 6 de outubro de 2020   |
| Hae-hyo está cansado de ser comparado a Hye-jun, que acaba de ser indicado ao prêmio de Melhor Ator. Jeong-ha pede demissão.                                        |               |              |              |                        |
| 11 | "Episódio 11" | Ahn Gil-ho   | Ha Myung-hee | 12 de outubro de 2020  |
| Uma notícia chocante gera um boato que ameaça a carreira de Hye-jun e irrita Min-jae. A família se reúne mais uma vez.                                              |               |              |              |                        |
| 12 | "Episódio 12" | Ahn Gil-ho   | Ha Myung-hee | 13 de outubro de 2020  |
| Hye-jun tem uma conversa frustrante com Hae-hyo. Depois que sua ex-namorada dá uma entrevista, ele decide pedir desculpas a Jeong-ha.                               |               |              |              |                        |
| 13 | "Episódio 13" | Ahn Gil-ho   | Ha Myung-hee | 19 de outubro de 2020  |
| Lee Tae-su tenta voltar às boas com Hye-jun. Diante de uma verdade dura de aceitar, Hae-hyo procura o consolo de Jeong-ha.                                          |               |              |              |                        |
| 14 | "Episódio 14" | Ahn Gil-ho   | Ha Myung-hee | 20 de outubro de 2020  |
| Mais uma notícia falsa envolvendo Hye-jun escandaliza o público. Gyeong-jun recusa-se a admitir seu erro em um conflito envolvendo comentários de ódio na internet. |               |              |              |                        |
| 15 | "Episódio 15" | Ahn Gil-ho   | Ha Myung-hee | 26 de outubro de 2020  |
| A mãe de Jeong-ha chega para ficar com ela por alguns dias. Min-jae toma providências para dar um fim aos boatos sobre Hye-jun.                                     |               |              |              |                        |
| 16 | "Episódio 16" | Ahn Gil-ho   | Ha Myung-hee | 27 de outubro de 2020  |
| Hye-jun contraria as expectativas de todos com um anúncio inesperado. Hae-hyo toma uma decisão importante.                                                          |               |              |              |                        |

## Recepção
Uma avaliação de audiência de 6,362% foi registrada em todo o país para o primeiro episódio da série, tornando-se uma das mais altas audiências de estreia da tvN.
| Ep. | Transmissão Original   | Média de audiência (AGB Nielsen) | Média de audiência (AGB Nielsen) |
| Ep. | Transmissão Original   | Mundialmente                     | Seul                             |
| --- | ---------------------- | -------------------------------- | -------------------------------- |
| 1 | 7 de Setembro de 2020  | 6.362%                           | 7.791%                           |
| 2 | 8 de Setembro de 2020  | 6.802%                           | 8.217%                           |
| 3 | 14 de Setembro de 2020 | 7.200%                           | 9.102%                           |
| 4 | 15 de Setembro de 2020 | 7.823%                           | 9.626%                           |
| 5 | 21 de Setembro de 2020 | 7.801%                           | 9.037%                           |
| 6 | 22 de Setembro de 2020 | 6.995%                           | 8.409%                           |
| 7 | 28 de Setembro de 2020 | 7.730%                           | 9.368%                           |
| 8 | 29 de Setembro de 2020 | 7.734%                           | 9.222%                           |
| 9 | 5 de Outubro de 2020   | 7.404%                           | 8.974%                           |
| 10 | 6 de Outubro de 2020   | 8.238%                           | 10.063%                          |
| 11 | 12 de Outubro de 2020  | 8.262%                           | 9.618%                           |
| 12 | 13 de Outubro de 2020  | 7.798%                           | 9.439%                           |
| 13 | 19 de Outubro de 2020  | 7.760%                           | 9.313%                           |
| 14 | 20 de Outubro de 2020  | 7.772%                           | 9.617%                           |
| 15 | 26 de Outubro de 2020  | 7.625%                           | 9.134%                           |
| 16 | 27 de Outubro de 2020  | 8.740%                           | 10.728%                          |
| Média | Média                  | 7.628%                           | 9.229%                           |
| - Os números azuis representam as médias mais baixas, enquanto os números vermelhos representam as mais altas - Este drama é transmitido por um canal de televisão por assinatura, que normalmente tem um público relativamente menor em comparação com as emissoras de televisão abertas (KBS, SBS, MBC e EBS). |                        |                                  |                                  |